# Viktor Alonen
Viktor Alonen (født 21. marts 1969 i Viljandi, Sovjetunionen) er en estisk tidligere fodboldspiller (defensiv midtbane). Han spillede 71 kampe for det estiske landshold i perioden 1992-2001.
På klubplan tilbragte Alonen hele sin karriere i hjemlandet. Her var han blandt andet tilknyttet Flora Tallinn, FC Kuressaare og Tulevik.